# Consiglio dei ministri della Repubblica Italiana
Il Consiglio dei ministri è il principale organo collegiale esecutivo del governo della Repubblica Italiana; è costituito dal presidente del Consiglio dei ministri, ovvero il capo del governo, e dai ministri.

## Origine storica

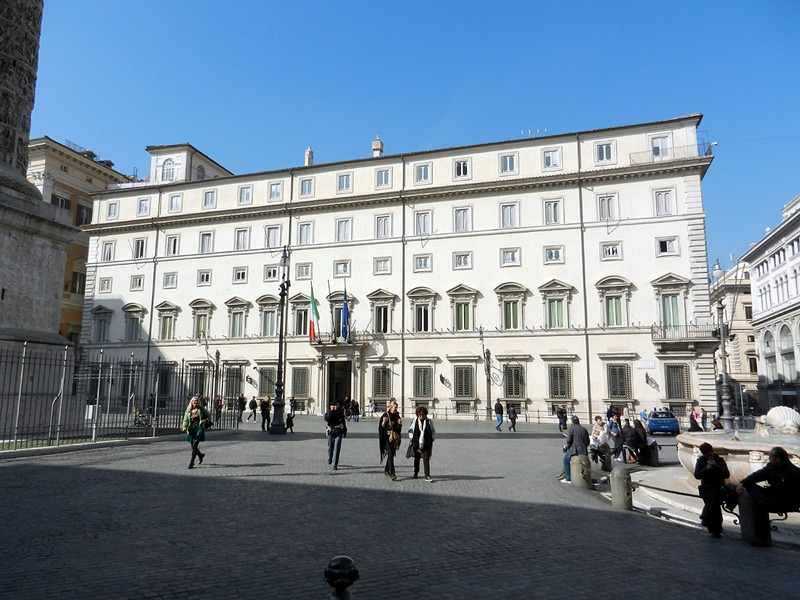
Palazzo Chigi a Roma, sede del Consiglio dei ministri

L'origine del Consiglio dei ministri italiano risale al 1848, anno di emanazione dello Statuto Albertino nell'ordinamento del Regno di Sardegna. In realtà la lettera di questa carta costituzionale, che sarebbe in seguito diventata la Costituzione del Regno d'Italia, non prevedeva la riunione collegiale dei singoli ministri, ma semplicemente l'esistenza di questi ultimi come capi di dicastero, responsabili del loro operato.
Il Consiglio dei ministri si formò quindi dapprima in modo consuetudinario, data la necessità di incontro e di progettazione politica del governo; allo stesso modo la figura del presidente del Consiglio emerse dall'esigenza di coordinare l'attività di tutti i ministri. Nell'ordinamento repubblicano vigente in Italia dal 1948, invece, sia il Consiglio dei ministri sia il presidente del Consiglio sono sanciti e normati dalla Costituzione e dalle leggi.

## Formazione

### Nomina
In base alla Costituzione, il Consiglio dei ministri si compone:
- del presidente del Consiglio dei ministri, nominato dal presidente della Repubblica tenendo conto della maggioranza parlamentare e a seguito di consultazioni;
- dei ministri, nominati dal presidente della Repubblica su proposta del presidente del Consiglio.

Tutti i componenti del Consiglio dei ministri, prima di assumere le funzioni, prestano giuramento nelle mani del presidente della Repubblica. Il sottosegretario di Stato alla Presidenza del Consiglio dei ministri partecipa alle sedute del Consiglio, con funzione di segretario.

### Il giuramento
Controfirmati i decreti di nomina, prima di assumere le funzioni, il presidente del Consiglio e i ministri devono prestare giuramento davanti al capo dello Stato, secondo la formula rituale indicata dall'articolo 1, comma 3, della legge n. 400/1988. Il giuramento rappresenta l'espressione del dovere di fedeltà che incombe in modo generale su tutti i cittadini e, in modo particolare, su coloro che svolgono funzioni pubbliche fondamentali (in base all'art. 54 della Costituzione).

### Revoca
La costituzione prevede la revoca della fiducia al Governo all'articolo 94; non è invece esplicitamente normata la revoca di singoli ministri. La prassi prevede la possibilità di una mozione di sfiducia individuale nei confronti del singolo ministro da parte del Parlamento. Il primo - e finora unico - caso di dimissioni a seguito dell'approvazione di una mozione di sfiducia risale al 1995 e interessò Filippo Mancuso, ministro di grazia e giustizia nel governo Dini. Viceversa, nella pratica si sono verificati diversi casi di ministri dimessisi prima che la mozione di sfiducia contro di loro venisse discussa in Parlamento.

## Funzionamento
Attualmente il Consiglio dei ministri è disciplinato dalla Costituzione (articoli 92 e seguenti) e dalla legge 23 agosto 1988, n. 400 ("Disciplina dell'attività di Governo e dell'ordinamento della Presidenza del Consiglio dei ministri").

### Rapporti con gli altri organi costituzionali
Il Consiglio dei ministri, in una forma di governo parlamentare quale quello italiano, è il principale detentore del potere esecutivo, cioè il potere di rendere concreto un determinato indirizzo politico.
- Nei confronti del Parlamento, cruciale è il rapporto di fiducia che si instaura tra i due organi. Affinché il CdM e il suo presidente siano legittimati a operare, è necessario il sostegno politico di entrambi i rami del Parlamento. È nel rapporto di fiducia parlamentare il fulcro di una forma di governo parlamentare, perché il Governo in tal modo si "responsabilizza" nei confronti delle Camere.
- Il presidente della Repubblica ha il potere di nomina del presidente del Consiglio e dei suoi ministri.
- La magistratura ordinaria è organizzata dal punto di vista amministrativo-strutturale dal Ministero della giustizia. Rimane fermo e necessario il carattere di indipendenza che gli organi giudiziari devono avere nei confronti degli altri organi dello stato, reso in modo palese dall'istituzione del Consiglio superiore della magistratura, che ha sottratto all'esecutivo qualunque potere effettivo su nomina, trasferimento, promozioni e sanzioni disciplinari dei magistrati ordinari.

I membri del CdM, anche se cessati dalla loro carica, sono sottoposti, per i reati commessi nell'esercizio delle loro funzioni, alla giurisdizione ordinaria, previa autorizzazione di una delle Camere (art. 96 Costituzione).

### Poteri
Essendo l'organo principale del potere esecutivo, il CdM ha come principale scopo l'attuazione di una determinata politica nazionale.
Gli strumenti previsti dalla Costituzione con i quali questa viene portata avanti sono:
- L'iniziativa legislativa

Il CdM ha il potere di presentare disegni di legge alle due Camere del Parlamento.
- Il potere di decretazione

Il CdM può adottare due diversi tipi di decreti con forza di legge (cioè con un valore gerarchico normativo pariordinato alla legge): il decreto legge (in caso di urgenza) e il decreto legislativo (in caso di delega espressa ricevuta dal Parlamento). Un ampio utilizzo della decretazione fa traslare il potere legislativo dal Parlamento al CdM.
- Il potere regolamentare

I ministri possono essere intesi in due modi diversi e coesistenti. Essi sono politicamente le figure supreme del potere esecutivo appoggiate dalla maggioranza parlamentare, ma sono anche i capi dell'amministrazione dello Stato, di quell'attività, cioè, che concretamente dà attuazione a un indirizzo politico. Come amministrazione il CdM e i singoli ministri possono emanare dei regolamenti, che sono atti normativi di rango secondario (disciplinati dalla legge n. 400 del 1988). Ciò vuol dire che i regolamenti contrastanti con un atto avente forza di legge (legge ordinaria, decreto legge, decreto legislativo) sono illegittimi e quindi possono essere disapplicati dal giudice ordinario e annullati dal giudice amministrativo.

### Compiti del presidente e dei ministri
- Il presidente dirige la politica generale del governo e ne è responsabile. Mantiene l'unità di indirizzo politico e amministrativo, promuovendo e coordinando l'attività dei ministri.
- I ministri sono responsabili collegialmente degli atti del Consiglio dei ministri, e individualmente degli atti dei loro dicasteri.

## Componenti attuali
| Presidenza del Consiglio                                                 |                                    |                                                                         |         |                  |
| Membro                                                                   | Membro                             | Titolare                                                                | Simbolo | Dal              |
|                                                                          | Giorgia Meloni                     | Presidente del Consiglio dei ministri                                   |         | 22 ottobre 2022  |
|                                                                          | Alfredo Mantovano                  | Sottosegretario alla Presidenza del Consiglio - Segretario del Collegio |         | 22 ottobre 2022  |
| Ministri con portafoglio                                                 |                                    |                                                                         |         |                  |
| Membro                                                                   | Membro                             | Titolare                                                                | Simbolo | Dal              |
|                                                                          | Antonio Tajani                     | Ministro degli affari esteri e della cooperazione internazionale        |         | 22 ottobre 2022  |
|                                                                          | Matteo Piantedosi                  | Ministro dell'interno                                                   |         | 22 ottobre 2022  |
|                                                                          | Carlo Nordio                       | Ministro della giustizia                                                |         | 22 ottobre 2022  |
|                                                                          | Guido Crosetto                     | Ministro della difesa                                                   |         | 22 ottobre 2022  |
|                                                                          | Giancarlo Giorgetti                | Ministro dell'economia e delle finanze                                  |         | 22 ottobre 2022  |
|                                                                          | Adolfo Urso                        | Ministro delle imprese e del made in Italy                              |         | 22 ottobre 2022  |
|                                                                          | Francesco Lollobrigida             | Ministro dell'agricoltura, della sovranità alimentare e delle foreste   |         | 22 ottobre 2022  |
|                                                                          | Gilberto Pichetto Fratin           | Ministro dell'ambiente e della sicurezza energetica                     |         | 22 ottobre 2022  |
|                                                                          | Matteo Salvini                     | Ministro delle infrastrutture e dei trasporti                           |         | 22 ottobre 2022  |
|                                                                          | Marina Elvira Calderone            | Ministra del lavoro e delle politiche sociali                           |         | 22 ottobre 2022  |
|                                                                          | Giuseppe Valditara                 | Ministro dell'istruzione e del merito                                   |         | 22 ottobre 2022  |
|                                                                          | Anna Maria Bernini                 | Ministra dell'università e della ricerca                                |         | 22 ottobre 2022  |
|                                                                          | Alessandro Giuli                   | Ministro della cultura                                                  |         | 6 settembre 2024 |
|                                                                          | Orazio Schillaci                   | Ministro della salute                                                   |         | 22 ottobre 2022  |
|                                                                          | Daniela Santanchè                  | Ministra del turismo                                                    |         | 22 ottobre 2022  |
| Dipartimenti della Presidenza del Consiglio - Ministri senza portafoglio |                                    |                                                                         |         |                  |
| Membro                                                                   | Membro                             | Titolare                                                                | Simbolo | Dal              |
|                                                                          | Luca Ciriani                       | Ministro per i rapporti con il Parlamento                               |         | 22 ottobre 2022  |
|                                                                          | Paolo Zangrillo                    | Ministro per la pubblica amministrazione                                |         | 22 ottobre 2022  |
|                                                                          | Roberto Calderoli                  | Ministro per gli affari regionali e le autonomie                        |         | 22 ottobre 2022  |
|                                                                          | Nello Musumeci                     | Ministro per la protezione civile e le politiche del mare               |         | 22 ottobre 2022  |
|                                                                          | Tommaso Foti                       | Ministro per gli affari europei, le politiche di coesione e il PNRR     |         | 2 dicembre 2024  |
|                                                                          | Andrea Abodi                       | Ministro per lo sport e i giovani                                       |         | 22 ottobre 2022  |
|                                                                          | Eugenia Maria Roccella             | Ministra per la famiglia, la natalità e le pari opportunità             |         | 22 ottobre 2022  |
|                                                                          | Alessandra Locatelli               | Ministra per le disabilità                                              |         | 22 ottobre 2022  |
|                                                                          | Maria Elisabetta Alberti Casellati | Ministra per le riforme istituzionali e la semplificazione normativa    |         | 22 ottobre 2022  |

### Eventuali componenti aggiuntivi
I presidenti delle regioni a statuto speciale hanno diritto di partecipare alle sedute del Consiglio dei ministri in cui si trattano questioni riguardanti interessi propri delle rispettive regioni. Mentre i presidenti di Sardegna, Friuli-Venezia Giulia, Valle d'Aosta e Trentino-Alto Adige hanno solo voto consultivo, al Presidente della Regione Siciliana è riconosciuto diritto di voto deliberativo e rango di ministro.
| Presidenti delle Regioni a statuto Speciale |                      |                                      |         |                 |
| Membro                                      | Membro               | Titolare                             | Simbolo | Dal             |
|                                             | Renato Schifani      | Presidente della Regione Siciliana   |         | 13 ottobre 2022 |
|                                             | Alessandra Todde     | Presidente della Sardegna            |         | 26 marzo 2024   |
|                                             | Renzo Testolin       | Presidente della Valle d'Aosta       |         | 2 marzo 2023    |
|                                             | Massimiliano Fedriga | Presidente del Friuli-Venezia Giulia |         | 3 maggio 2018   |
|                                             | Arno Kompatscher     | Presidente del Trentino-Alto Adige   |         | 13 marzo 2024   |